# János Lippay
János Lippay Zombori (1. listopadu 1606 Bratislava – 12. června 1666 Trenčín) byl římskokatolický kněz, mnich, profesor a botanik.

## Život
Byl mladším synem vídeňského dvorního rady Johanna Lippaye († 1616) a jeho manželky Marie Serényi Landovicz. Jeho starším bratrem byl György Lippay, primas uherský.
Studoval v Bratislavě a ve Vídni. V Leobenu vstoupil v roce 1624 k jezuitům. V letech 1626 až 1628 studoval filozofii ve Štýrském Hradci, poté vyučoval gramatiku v Győru a v Trnavě. V letech 1632–1635 studoval teologii, ve Štýrském Hradci se stal knězem v roce 1635, mnichem se stal v roce 1643. V letech 1638–1641 byl rektorem na koleji v Győru, poté učil ve Vídni. V letech 1644 až 1646 byl rektorem na jezuitské univerzitě v Trnavě. Později v dalších městech zastával významné pedagogické funkce. V posledním období svého života žil na arcibiskupském dvoře v Bratislavě, kde napsal své třísvazkové dílo maďarsky Posoni Kert (česky Bratislavská zahrada).

## Výběr z díla
- Virágos kert (1664)
- Veteményes kert (1664)
- Gyümölcsös kert (1667, 1753)
- Calendarium Oeconomicum Perpetuum, Az az Esztergomi Érsek Urunk… (1662, 1674, 1751)
- De institionibuset seminatione (1663)
- De fonctibus diversissimis producendus (1666)